# 群馬県立前橋西高等学校
群馬県立前橋西高等学校（ぐんまけんりつ まえばしにしこうとうがっこう）は、群馬県前橋市清野町にある県立高等学校。

## 概要

### 所在地
- 群馬県前橋市清野町180

### 学科
全日制課程
- 普通科
- 国際科

## 沿革
- 1982年（昭和57年）11月1日 - 群馬県立前橋西高等学校として設置される。開設準備室を群馬県立高崎北高等学校内に置く。
- 1983年（昭和58年）
  - 3月30日 - 教室棟・体育館竣工。
  - 3月31日 - 開設準備室を新校舎に移転する。
  - 4月6日 - 第1回入学式を挙行する。
  - 6月30日 - 管理棟（特別教室棟）竣工。
  - 10月30日 - 運動場完成。
- 1984年（昭和59年）2月15日 - 格技場竣工。
- 1985年（昭和60年）
  - 3月8日 - 校歌が制定され、発表会を行う。
  - 10月26日 - 開校記念式典を行う。
- 1986年（昭和61年）
  - 3月1日 - 第1回卒業証書授与式を挙行する。
  - 4月1日 - 英語科が増設され、1学年が普通科6学級、英語科1学級となる。
- 1987年（昭和62年）4月1日 - 普通科1学級増となり、1学年が普通科7学級、英語科1学級となる。
- 1989年（平成元年）3月31日 - セミナーハウス竣工。
- 1991年（平成3年）4月1日 - 普通科1学級減となり、1学年が普通科6学級、英語科1学級となる。
- 1992年（平成4年）11月5日 - 開校10周年記念式典を行う。
- 1996年（平成8年）9月13日 - エレベーター竣工
- 1997年（平成9年）4月1日 - 英語科1学級を国際科1学級に学科転換する。
- 1999年（平成11年）12月15日 - トレーニングルーム竣工。
- 2002年（平成14年）
  - 4月1日 - 普通科1学級減となり、1学年が普通科5学級、国際科1学級となる。新入生より学年進行で制服を全面改定する。
  - 11月1日 - 開校20周年記念式典を行う。
- 2006年（平成18年）3月29日 - 第二体育館竣工。

## 著名な出身者
- 三遊亭ぐんま - 落語家
- NIGO® - デザイナー
- 松本亜希子 - フリーアナウンサー
- 齋藤裕一 - フリーアナウンサー